# آدمار کاناوسی
آدمار کاناوسی (اسپانیایی: Adhemar Canavesi‎; ۱۸ اوت ۱۹۰۳ – ۱۴ نوامبر ۱۹۸۴) بازیکن فوتبال اهل اروگوئه بود.
از باشگاه‌هایی که در آن بازی کرده‌است می‌توان به باشگاه فوتبال پنیارول اشاره کرد.